# Bar (meuble)
Pour les articles homonymes, voir Bar.

Un bar dans un établissement de Tokyo.

Le bar ou meuble bar est un meuble destiné au rangement des boissons alcoolisées. Il se trouve généralement dans la salle de séjour, bien qu'on puisse le trouver dans presque toutes les pièces de la maison. Il peut prendre une palette de formes, couleurs et tailles très diversifiée, et peut être remplacé par un simple buffet, ou autres petites armoires, comme des armoires à vin. Il en existe en version réfrigérée ou climatisée pour garder les bouteilles au frais ou à une température voulue, généralement de petite taille ; ceux-ci étant fréquents dans les chambres d'hôtels, ou voitures de luxe.
Dans les débits de boissons (appelés parfois également « bar » dans le sens d'établissement) ou même chez certains particuliers, le terme désigne le meuble à hauteur d'appui, c'est-à-dire d'environ 1,10 mètre de haut, qui sépare le serveur des clients et sur lequel sont posées les consommations, les clients pouvant y déguster celles-ci, parfois assis sur une « chaise de bar » ou un « tabouret de bar ». Du côté du serveur, le meuble est équipé d'un plan de travail placé à environ 90 cm de hauteur reposant sur des meubles de rangement et doté d'un évier, ainsi que d'autre équipement comme un rince-verre ou une tireuse à bière. Dans ce sens, ce meuble est parfois aussi désigné par « comptoir » ou plus familièrement et par métonymie « zinc » (autrefois, le plateau du meuble était recouverte d'une feuille de zinc, matériau qui était remplacé parfois par de l'étain pour les établissements plus huppés). Traditionnellement, la consommation au comptoir est facturée moins cher qu'en salle parce que réputée moins confortable et permettant une rotation plus rapide des places.
Lorsqu'il est implanté dans un espace domestique, ce meuble fait généralement office de séparation entre la salle à manger et la cuisine, dans le cadre spécifique d'une « cuisine à l'américaine ».